# Nodjialem Myaro
Nodjialem Myaro (* 5. September 1976 in N’Djamena, Tschad) ist eine ehemalige französisch-tschadische Handballspielerin, die dem Kader der französischen Nationalmannschaft angehörte. Seit ihrem Karriereende ist sie als Handballfunktionärin tätig.

## Karriere

### Im Verein
Myaro wurde im Tschad geboren. Zwei Jahre nach ihrer Geburt zogen ihre Eltern mit ihren Geschwistern nach Toulouse, um der Instabilität im Tschad zu entkommen und den Kindern eine bessere Zukunft zu ermöglichen. Ab dem Jahr 1991 lief sie für Toulouse Cheminot Marengo Sport auf. Im Jahr 1995 wechselte die Rückraumspielerin zum französischen Erstligisten ASPTT Metz. Mit Metz gewann sie 1996, 1997, 1999, 2000 und 2002 die französische Meisterschaft sowie 1998 und 1999 den französischen Pokal.
Myaro spielte in der Saison 2002/03 beim dänischen Erstligisten Ikast-Bording Elite Håndbold. Anschließend schloss sie sich dem Ligakonkurrenten KIF Kolding an. Im Jahr 2005 kehrte sie nach Frankreich zurück und unterschrieb einen Vertrag bei Le Havre AC Handball, mit dem sie ein Jahr später den französischen Pokal gewann. Im Sommer 2006 schloss sich Myaro dem Erstligaaufsteiger Handball Plan-de-Cuques an. Eine Spielzeit später unterschrieb sie einen Vertrag bei HBC Saint Pierre à la Réunion, für den sie zwei Jahre aktiv war. Nach einer Babypause spielte Myaro ab 2010 für OGC Nice Côte d’Azur Handball, bei dem sie drei Jahre später ihre Karriere beendete.

### In der Nationalmannschaft
Myaro bestritt am 4. Oktober 1996 ihr Debüt für die französische Nationalmannschaft. Im darauffolgenden Jahr gewann sie bei den Mittelmeerspielen in Bari die Goldmedaille. Weiterhin nahm sie an der Weltmeisterschaft 1997 teil, die sie mit Frankreich auf dem zehnten Platz beendete. Als sie zwei Jahre später erneut an der Weltmeisterschaft teilnahm, unterlag sie mit Frankreich im Finale nach der zweiten Verlängerung gegen Norwegen. Neben der Silbermedaille wurde sie in das All-Star-Team berufen.
Myaro gehörte im Jahr 2000 erstmals dem französischen Aufgebot bei den Olympischen Spielen in Sydney an. Das olympische Handballturnier endete mit dem sechsten Platz für Frankreich. Ebenfalls 2000 schloss Frankreich die Europameisterschaft auf dem fünften Platz ab. Nachdem Myaro das Jahr 2000 ohne Medaillengewinn mit der Nationalmannschaft abschloss, errang sie bei den Mittelmeerspielen 2001 in Tunis die Goldmedaille. Die ebenfalls im Jahr 2001 ausgetragene Weltmeisterschaft verlief mit dem fünften Platz weniger erfolgreich.
Myaro errang bei der Europameisterschaft 2002 die Bronzemedaille. Im darauffolgenden Jahr gewann sie bei der Weltmeisterschaft ihren ersten Titel. Im Finale gegen Ungarn lag Frankreich sieben Minuten vor dem Spielende mit sieben Toren hinten, jedoch egalisierte die Mannschaft nach einer Deckungsumstellung noch den Rückstand bis zum Spielende. In der Verlängerung gewannen die Französinnen die Partie mit 32:29. 2004 nahm sie mit Frankreich bei den Olympischen Spielen letztmals an einem Turnier teil. Dort verlor sie das kleine Finale gegen die Ukraine mit 18:21.

### Als Funktionärin
Myaro wurde am 18. Oktober 2013 zur Ligapräsidentin der Ligue féminine de handball, der höchsten französischen Spielklasse im Frauenhandball, gewählt. Bislang wurde sie bei Wahlen stets im Amt bestätigt. Beim französischen Handballverband ist sie im November 2020 zur Vizepräsidentin für Frauenhandball ernannt worden. Weiterhin gehört sie dem Executive Committee der Europäischen Handballföderation an.